# Circunscrições eclesiásticas católicas da Eslováquia
A Igreja Católica na Eslováquia está organizada em duas províncias eclesiásticas de rito latino e uma pertencente á Igreja Católica Bizantina Eslovaca (de rito bizantino). O País também tem um Ordinariato Castrense.

## Conferência Episcopal Eslovaca

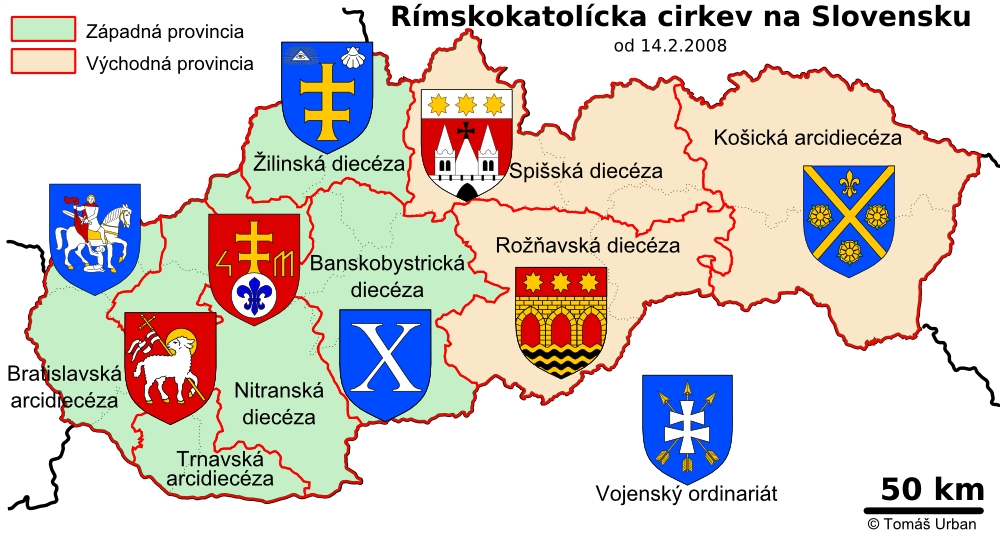
Dioceses latinas da Eslováquia

### Rito Latino[1][2]

#### Província Eclesiástica de Bratislava
- Arquidiocese Metropolitana de Bratislava
  - Arquidiocese de Trnava
  - Diocese de Banská Bystrica
  - Diocese de Nitra
  - Diocese de Žilina

#### Província Eclesiástica de Košice
- Arquidiocese Metropolitana de Košice
  - Diocese de Rožňava
  - Diocese de Spiš

#### Jurisdição Sui Iuris

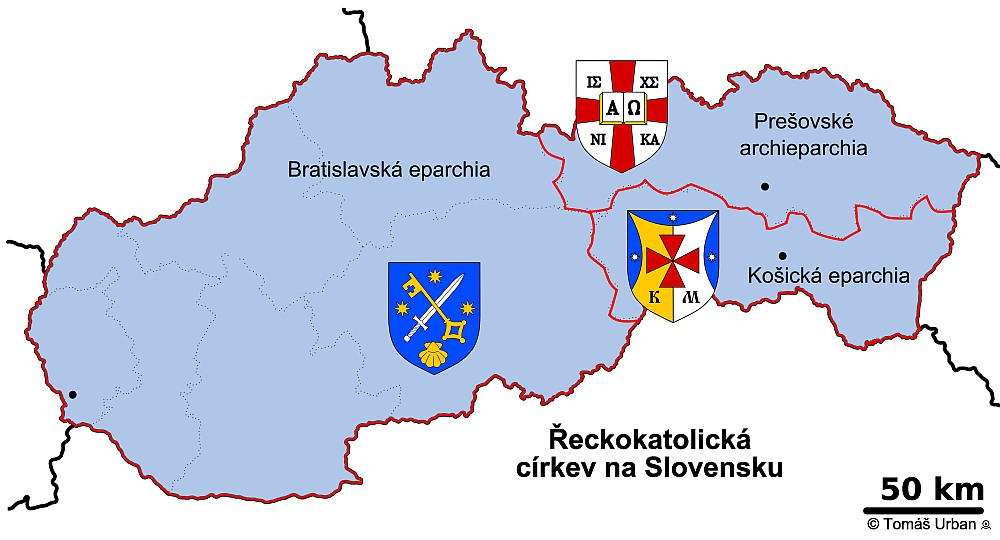
Eparquias da Igreja Católica Bizantina Eslovaca

- Ordinariato Castrense[3]

### Rito Bizantino[1][4]
- Arquieparquia Metropolitana de Prešov
  - Eparquia de Bratislava
  - Eparquia de Košice